# Hypochnicium
Hypochnicium là một chi nấm thuộc họ Meruliaceae.